# Harry Dember
Harry Dember (* 11. Juli 1882 in Leimbach; † 22. März 1943 in New Brunswick, New Jersey) war ein deutscher Physiker.

## Leben
Harry Dember war ein Sohn des Louis Dember und der Henriette Philippsthal. Er war Absolvent des Realgymnasiums Mansfeld und studierte Physik an der Universität Berlin, an der Universität Göttingen und war an der Technischen Hochschule Dresden als Assistent tätig. Die Promotion erfolgte 1906 in Berlin, die Habilitation unter Wilhelm Hallwachs im Jahr 1909 in Dresden. Ab 1909 war er Privatdozent unter Hallwachs und a. o. Professor. 1914 unternahm er eine Forschungsreise nach Teneriffa. Die Insel konnte er auf Grund des Kriegsausbruches bis 1918 nicht verlassen.
Im Jahr 1923 wurde er an der Technischen Hochschule Dresden zum ordentlichen Professor für Physik ernannt und nahm damit die Nachfolge von Hallwachs ein. Bereits im Jahr 1933 zwangen ihn die Nationalsozialisten, die Hochschule zu verlassen, da Dember jüdischer Abstammung war. 1939 wurde sein Haus in Altenberg zwangsweise verkauft.
Unmittelbar nach seinem erzwungenen Verlassen der TU Dresden emigrierte Dember mit seiner Familie in die Türkei und wurde noch 1933 Professor für Physik an der Universität Istanbul. 1941/42 reiste er weiter in die USA und lehrte an der Rutgers University in New Brunswick, anfangs als Lecturer, dann als Visiting Professor.
Dember war mit Victor Klemperer befreundet. Seine Person wie auch seine wissenschaftlichen Leistungen werden an der TU Dresden mit dem Dember-Preis geehrt. Eine Straße im Dresdner Stadtteil Omsewitz trägt seinen Namen.

## Leistungen
Dember ist der Entdecker des Kristallfotoeffektes, der nach ihm auch Dember-Effekt genannt wird und dessen bekannteste Anwendung die Solarzelle ist. Er bestimmte 1916 die Loschmidtsche Zahl mit einem für damalige Verhältnisse geringen Fehler von 7 %.

## Schriften (Auswahl)
- Harry Dember: Über eine photoelektronische Kraft in Kupferoxydul-Kristallen. In: Physikalische Zeitschrift. Band 32, 1931, S. 554.
- Harry Dember: Über eine Kristallphotozelle. In: Physikalische Zeitschrift. Band 32, 1931, S. 856.
- Harry Dember: Über die Vorwärtsbewegung von Elektronen durch Licht. In: Physikalische Zeitschrift. Band 33, 1931, S. 207.